# معماهای لورا
معماهای لورا یک سریال تلویزیونی کمدی درام پلیسی آمریکایی است که از ۱۷ سپتامبر ۲۰۱۴ پخش خود را آغاز کرده‌است. این سریال توسط جف ریک، تهیه‌کننده اجرایی توسعه داده شده‌است. در این سریال دبرا مسینگ در نقش کارآگاه لورا دایاموند ایفای نقش می‌کند. معماهای لورا از سریال تلویزیونی اسپانیایی به همین نام با بازی کارلوس ویلا، خاویر اولگادو و گرگوریو کوئنیتانا د اونا اقتباس شده‌است.

## بازیگران

### اصلی
- دبرا مسینگ در نقش کارآگاه لورا دایاموند، شخصیت اصلی و قهرمان سریال.
- جاش لوکاس در نقش سرهنگ جیک برودریک، شوهر سابق لورا که در آغاز سریال به مقام سرهنگی ارتقا می‌یابد. پس از مجروح شدن در یک عملیات، به عنوان کارآگاه ارشد با لورا همکاری می‌کند.
- لاز آلونسو در نقش کارآگاه بیلی سوتو، همکار لورا و همکار/عاشق کارآگاه بوز.
- جانینا گاوانکار در نقش کارآگاه مردیت بوز، کارآگاه همکار لورا و بیلی.
- مکس جنکینز در نقش مکس اسپنسر[۶] کارنگی.
- مگ استیدل در نقش کارآگاه فرانسسکا «فرانکی» پولاسکی.